# Groninger Studentenbond
De Groninger Studentenbond (GSb)
is een progressieve studentenvakbond (belangenorganisatie) van studenten aan de Rijksuniversiteit Groningen en de Hanzehogeschool. De GSb houdt zich bezig met onderwijskwaliteit, huisvesting en leefomstandigheden van studenten en is een lidorganisatie van de Landelijke Studentenvakbond (LSVb).

## Taken
De GSb heeft veelvuldig overleg met de gemeente Groningen, de Hanzehogeschool en de Rijksuniversiteit over onder andere onderwijszaken, studentenhuisvesting en andere zaken die belangrijk zijn voor de studenten in Groningen.
Studenten kunnen bij het Juridisch Steunpunt van de GSb terecht voor juridisch advies over onderwijsrecht, studiefinanciering en arbeidsrecht (bijbaantjes). Het Steunpunt bemant twee dagen in de week de studentenlijn van de Landelijke Studentenvakbond. Daarnaast heeft de GSb een Huurteam dat indien gevraagd bij studenten kamers opmeet en toetst aan de geldende wetgeving t.a.v. kamerverhuur, helpt met problemen met verhuurders en juridisch advies geeft op het gebied van huurrecht.
Daarnaast publiceert de GSb ze het Kamerboek met tips voor eerstejaars studenten over het zoeken van woonruimte. Dit wordt gratis verspreid onder alle nieuwe eerstejaars.
De GSb geeft sinds 1972 een blad uit onder de naam Nait Soez'n, dat tegelijk als ledenblad en als extern orgaan fungeert. Nait Soez'n heeft een onafhankelijke status, in die zin dat de redactie het blad naar eigen inzicht kan samenstellen en geen verantwoording verschuldigd is aan het bestuur van de GSb.
De GSb heeft ook een onderzoeksbureau dat studentgerelateerde problemen en ontwikkelingen analyseert door middel van enquêtes en interviews met studenten. Hiermee concretiseert de GSb problematiek zodat zij de resultaten hiervan kan gebruiken in gesprekken met de gemeente en de onderwijsinstellingen.

## Geschiedenis

### 1965-1990
De Groninger Studentenbond komt voort uit de Groninger Studentenraad (Gronstra), een overlegorgaan van studenten aan de Rijksuniversiteit. Op 1 juni 1965 werden de statuten van de Gronstra, formeel de Vereniging Groninger Studenten, ingediend bij de notaris. Nadat de linkse Studentenvakbeweging (SVB) ter ziele was gegaan en er een gat viel in het bestuur van de Gronstra besloot een groepje oud-bestuurders onder de naam Groninger Studentenbond mee te doen met de Gronstraverkiezingen. Die wonnen ze, aangezien er geen oppositie was. De grondraden van kritische studenten die begin jaren 70 ontstonden op een aantal opleidingen voegden zich later samen met het Gronstra-bestuur om in 1971 een echte studentenvakbond te vormen. De Vereniging Groninger Studenten bleef, met enige hervormingen, bestaan, maar noemde zich voortaan GSb. De redenen van de GSb'ers om de Gronstra over te nemen, in plaats van een nieuwe vereniging op te zetten, luidden "de middelen die de Gronstra ter beschikking had (financiën, apparaat) en de noodzaak van een eenheid onder de studenten tegen de donkere wolken van Biesheuvel I die kwamen aandrijven," aldus GSb-voorzitter Thewis Wits. Een aantal Gronstra-leden beschouwde de overname door de GSb als een ongewenste ontwikkeling, soms aangeduid als coup. De door Gronstra opgezette service-organisaties, zoals de studentenwinkel en het studentenuitzendbureau, besloten zelfstandig verder te gaan. Ook werd er een meer rechts georiënteerde belangenorganisatie en kiesvereniging voor de universiteitsraadverkiezingen opgericht onder de naam G.R.O.S. (Groningen Organisatie van Studenten), die in 1976 weer werd opgeheven.
De jaren zeventig waren een heel actieve periode voor de GSb. Op alle grote opleidingen ontstonden basisgroepen (met uitzondering van geschiedenis, dat door de anarchistische Aktiegroep Aktivering werd gedomineerd). De basisgroepen op de sociale faculteit waren het sterkst en leverden de meeste GSb-bestuurders. Als erkende studentenbelangenorganisatie mocht de GSb studentleden voordragen voor besturen als dat van de SSH (Stichting Stdentenhuisvesting). Fel protest tegen de collegegeldverhoging van 200 naar 1000 gulden, met daaraan gekoppeld zelfs een collegegeldboycot waren een grote stimulans voor studentactivisme in Groningen en de rest van het land. Daarentegen groeide de kritiek op de centralistische en weinig democratische manier waarop de GSb opereerde. Men probeerde bijvoorbeeld studenten die het collegegeld wel betaalden, al was het maar omdat dat automatisch uit hun beursgeld afgehouden werd te dwingen hun studentenkaart niet op te halen. Ook de nauwe banden met de Communistische Partij van Nederland (CPN), die aangeknoopt waren naar aanleiding van GSb-steun voor arbeiders in de strokartonsector, waren een bron van ergernis. Bekende Gsb- en Gronstra-toetreders tot het CPN-lidmaatschap in die jaren waren onder anderen Thewis Wits, Paul Ulenbelt en Geert Lameris, de latere districtssecretaris van CPN Groningen en rechterhand van Fré Meis. Dissidente GSb'ers richtten het Federatief Studentenoverleg (FSO) op, een interne oppositiebeweging met een eigen blad. Ruggelinks, en nauwe banden met enige basisgroepen, met name  biologie, medicijnen, natuurkunde en economie. Toen de concurrent van de GSb, de G.R.O.S., ophield te bestaan, besloten niet-GSb leden van faculteitsraden samen met leden van de FSO deel te nemen aan de verkiezingen voor de universiteitsraad onder de naam P.S.F (Progressieve Studenten Federatie). Tegelijkertijd werd er ook een concurrerende belangenorganisatie opgericht: SORUG (Studenten Organisatie Rijksuniversiteit Groningen). Het FSO ging na enkele jaren weer ter ziele. P.S.F. en SORUG zijn opgegaan in wat nu de Studenten Organisatie Groningen is. 
Eind jaren 70 en begin jaren tachtig was het inmiddels wat minder gesteld met de studentenbeweging. Het Landelijk Overleg Grondraden (LOG) was ter ziele gegaan en door de vele interne ideologische strijdpunten, versterkt door de banden met de CPN, had de studentenbeweging geen antwoord op de politiek, die in deze tijd onder andere de WHWO (de Wet op Herstructurering van het WO), WWO'81 en verdere collegegeldverhogingen doorvoerden. Door de radicalisering van de studentenbeweging had deze haar geloofwaardigheid bij de bevolking en zelfs bij de studenten grotendeels verloren en dit gaf de regering de gelegenheid een aantal hervormingen uit de jaren zeventig weer terug te draaien. De GSb zocht intussen aansluiting bij de kraakbeweging. Dit was aanvankelijk een initiatief van SORUG om in 1977 aan het begin van de KEI-week het leegstaande hotel Elzinga te kraken en een platform te vormen van lokale politieke en maatschappelijke organisaties onder de naam Krakers Kollektief Groningen. Toen de GSb in tweede instantie toetrad en probeerde SORUG eruit te werken leidde dit tot een breuk. De GSb vormde daarop samen met de PSP en jongerencentrum Vera de Kraak Organisatie Groningen (KOG). Deze hield kraakspreekuur in het GSb-dienstencentrum. De KOG was betrokken bij de kraak van het grootste kraakpand van Nederland, het ORKZ.
Toen in 1983 de LSVb werd opgericht, waar de GSb ook een belangrijke rol bij speelde, leek de verdeeldheid wat te minderen. Het beleid van Minister van Onderwijs Deetman gaf de studenten een directe aanleiding om weer actie te voeren, waar de GSb dan ook gebruik van maakte. In 1988 nam de GSb de taken van de Groningse HBO-Bond over, die sinds 1972 bestond.

### Neergang en wederopbouw in de jaren 90
Het ledenaantal van de GSb was al jaren aan het dalen toen de jaren 90 begonnen. De eerste paar jaren van dat decennium waren voor de GSb rampzalig. Hoewel er van de CPN al lang afscheid was genomen, radicaliseerde de bond behoorlijk. Aan studentenbelangenbehartiging werd nauwelijks meer gedaan. Een column op de voorpagina van het blad Nait Soez'n waarin—om de boodschap te benadrukken dat veel onderwerpen in Nederland onbespreekbaar zijn—gesuggereerd werd dat Anne Frank niet dood was, maar omgebouwd was tot man en in Zuid-Amerika leefde, leidde tot een groot aantal opzeggingen en veel kritiek. In het dieptepunt, 1993, had de bond niet meer dan 50 leden en geen bestuur.

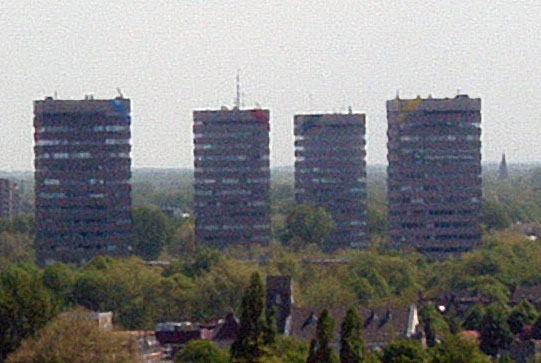
De IBG-torens te Groningen

Vanaf 1994 begon de wederopbouw. Na een 'machtsovername' door leden van het anarchistisch georiënteerde Studenten Actie Front (SAF) ging de GSb zich weer met studentenbelangenbehartiging bezighouden.
Ook wist de nieuwe garde royement uit de LSVb te voorkomen, waarop aangedrongen werd door de ASVA omdat de GSb het anti-racistische standpunt van de LSVb niet zou hebben gehandhaafd. In de periode 1994-1996 (tijdens de bewindsperiode van Jo Ritzen) vond een golf van acties en demonstraties plaats, tegen collegegeldverhogingen en voor het terugbrengen van studenteninspraak. De GSb was hierbinnen zeer actief. Het hoogtepunt van de actiegolf kwam eind maart 1996 toen een aantal student-activisten (die 'geheel toevallig' leden van de GSb en andere studentenbonden waren) drie dagen lang in de vrieskou op het dak van een IBG-toren bivakkeerden uit protest tegen invoering van de prestatiebeurs, onderwijl bevoorraad via een kabelbaan vanaf het dak (op kosten van de LSVb en een sympathiserend buurtcafé). De acties had evenwel geen succes. De actievoerders werden gearresteerd maar niet vervolgd.

### 1997-heden
Vanaf midden jaren 90 heeft de GSb zich staande weten te houden als belangenbehartiger voor studenten in Groningen. In 1996 werd het GSb-Studentensteunpunt opgericht, een telefoonlijn waar studenten door o.a. juridisch geschoolde medewerkers geholpen kunnen worden met hun klachten over bijvoorbeeld hun instelling, studiefinanciering en huisvesting.
In 1997 een eigen fractie in de centrale medezeggenschapsraad van de Hanzehogeschool opgericht, aanvankelijk onder de naam Progressieve Studentenfractie (PSF). In 2000 volgde een tweede fractie in de universiteitsraad (u-raad) van de RuG, het Vooruitstrevend Overleg Studenten (VOS). Ook de CMR-fractie nam die naam aan. Tot augustus 2007 opereerden beide fracties als VOS; vanaf het collegejaar 2007-2008 veranderde de naam in GSb-fractie, de naam die in de jaren zeventig al werd gebruikt voor de GSb-vertegenwoordiging in de u-raad. Ook faculteitsraden van beide instellingen hebben af en toe VOS-fracties bestaan. In 2009 bezat de GSb twee van de twaalf zetels in de raad; de GSb-fractie op de Hanze drie van de negen zetels. De GSb heeft anno 2015 geen zetels meer in de raden.
Naast medezeggenschap richt de GSb zich tegenwoordig sterk op studentenhuisvesting met een nadruk op handhaving van het huurrecht. Na mislukte pogingen om de gemeente Groningen te bewegen tot het oprichten van een huurteam richtte de GSb zelf een dergelijk team op met ondersteuning van de Woonbond.
Op onderwijsgebied richt de GSb zich tegen niet-inhoudelijke blokkaderegelingen; zo was de bond een van de dragende krachten in het verzet tegen de 'harde knip' die minister Ronald Plasterk in 2008 wilde invoeren.

## Bekende oud-leden
- Thewis Wits, oud-wethouder Groningen (1976–1982)
- Linda Voortman, Tweede Kamerlid voor GroenLinks, GSb-secretaris 1999-2000
- Paul Ulenbelt, Tweede Kamerlid voor de SP, GSb-voorzitter in 1972-73
- Martin Bril, schrijver, hoofdredacteur van Nait Soez'n ca. 1980

PvdA-politicus en burgemeester van Groningen Jacques Wallage was in 1969 voorzitter van de Gronstra, waaruit de GSb voortkwam.
Studentenvakbond AKKU · ASVA studentenunie · Groninger Studentenbond · Haagse Studentenvakbond · Leidse Studentenbelangenorganisatie · Studentenvakbond SRVU · Vereniging voor Studie- en Studentenbelangen te Delft · VIDIUS studentenunie · Studenten Overleg Orgaan Zwolle